# 云南佛肚苣苔
云南佛肚苣苔（学名：Oreocharis shweliensis），为苦苣苔科马铃苣苔属下的一个种。